# Хашогги, Аднан
Аднан Хашогги (Хашогджи, 25 июля 1935 — 6 июня 2017) — саудовский бизнесмен, торговец оружием. В начале 80-х годов, когда его состояние достигло своего пика и составляло 4 миллиарда долларов, он считался одним из богатейших людей мира.

## Биография
Родился в Мекке. Его отец, Мухаммед Хашогги, был личным доктором короля Саудовской Аравии Абдул-Азиза Ибн-Сауда. Сестра Аднана, Самира Хашогги, была женой предпринимателя Мохаммеда аль-Файеда и матерью Доди аль-Файеда. Аднан Хашогги — дядя саудовского журналиста Джамала Хашогги.
Учился в колледже Виктории в Александрии, а также в университетах штатов Калифорния, Огайо и Стэнфордском университете.

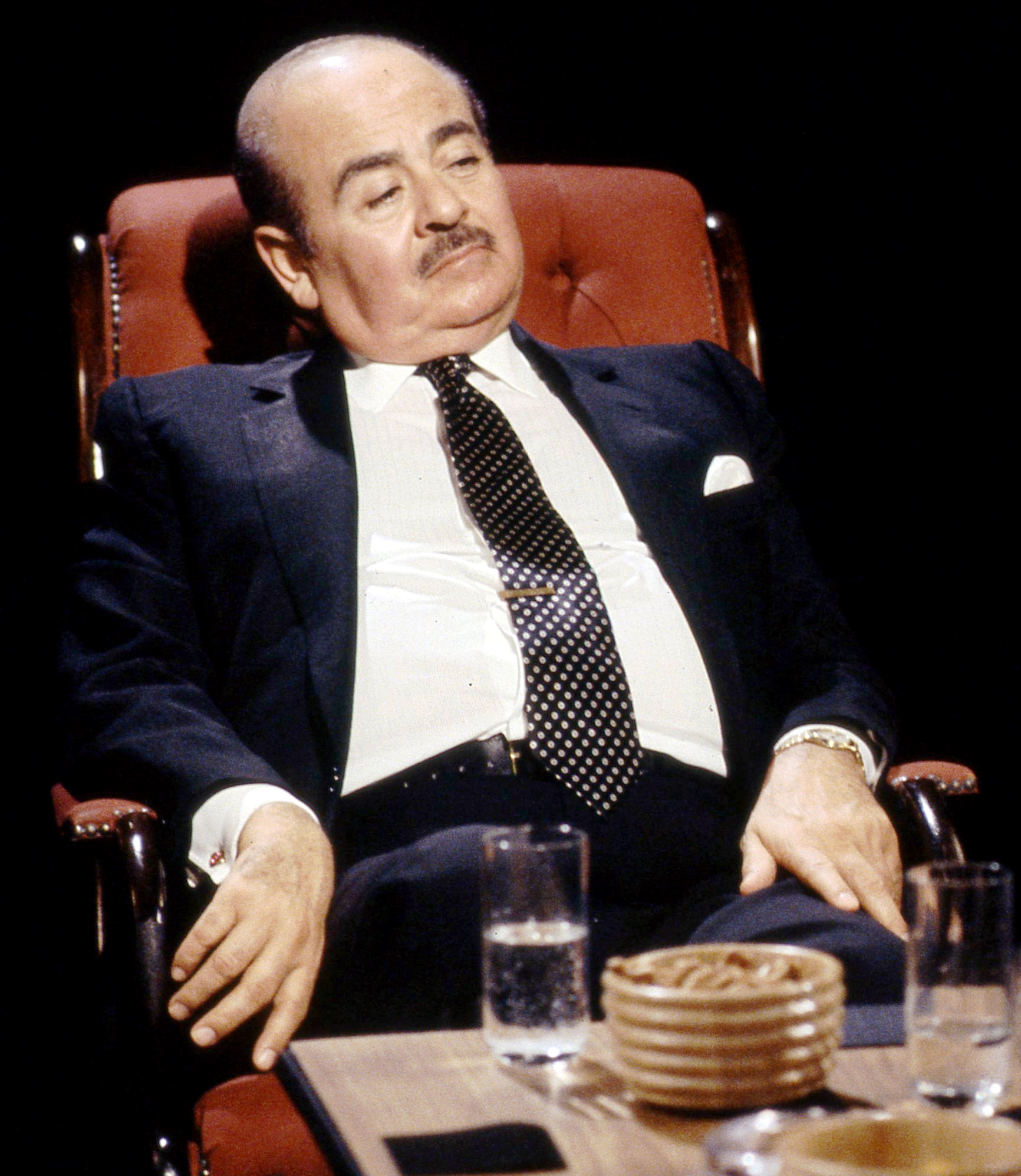
Хашогги в эфире британской телепередачи After Dark в 1991 году

Возглавлял компанию «Triad Holding Company», которая построила «Triad Center» в Солт-Лейк-Сити, позднее компания разорилась. В 1960-70-х годах занимался торговлей оружием, выступая в качестве посредника между американскими фирмами и правительством Саудовской Аравии.
Хашогги был одним из ключевых посредников в деле о поставках оружия в Иран. В 1988 году он был арестован в Швейцарии, после трёхмесячного заключения он был экстрадирован в США. Там Хашогги был выпущен под залог. В 1990 году суд оправдал Аднана Хашогги и Имельду Маркос, обвинявшихся в рэкете и мошенничестве.

## Личная жизнь
В 1961 г. Хашогги женился на 20-летней англичанке Сандре Дэли, которая перешла в ислам и взяла имя Сорайя Хашогги. У них родилось пять детей — один мальчик и четыре девочки. Вскоре после развода Сорайя родила ещё одного ребёнка, но тест ДНК показал, что его отцом был не Хашогги.

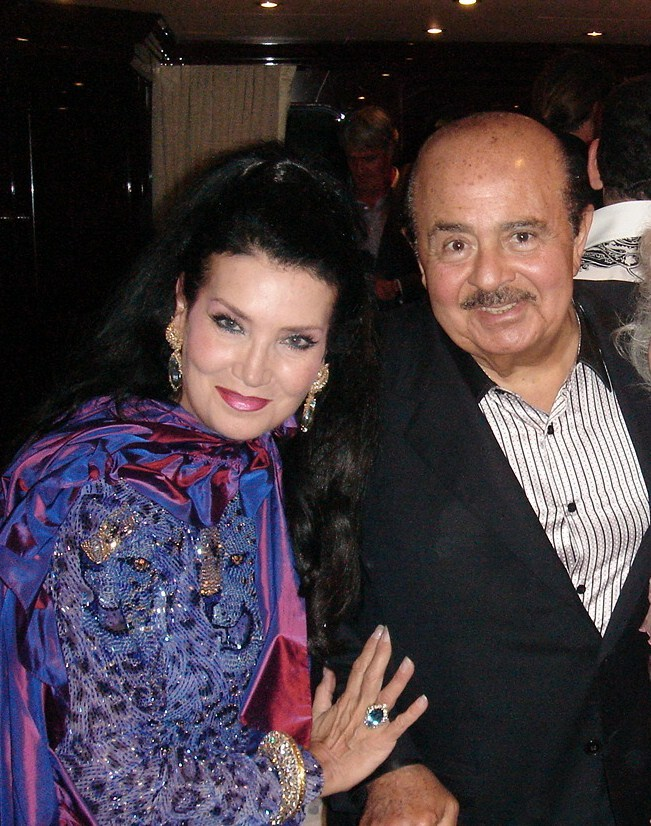
Аднан и Ламия Хашогги

Второй женой Хашогги была итальянка Лаура Бьянчолини, которая также перешла в ислам и взяла имя Ламия Хашогги. Ламия познакомилась с Хашогги, когда ей было 17 лет. В 1980 году она родила от него сына Али.

## В культуре

### Фильмы
- Where I Stand: The Hank Greenspun Story[13]
- «Один процент»[англ.][14]

### Книги
- The Richest Man in the World: The Story of Adnan Khashoggi[15]
- The Shadow World: Inside the Global Arms Trade[16]

### Музыка
- Khashoggi’s Ship — песня группы Queen с альбома The Miracle (1989)[17]
- I am — песня группы Army of Lovers, содержит слова «What Bobby is to Pam, Khashoggi to Iran, I am» (1993)
- La plage de Saint Tropez — песня группы Army of Lovers, содержит слова «Playboys on the run, We meet Khashoggi with a gun».